# Björsbyn
Björsbyn is een dorp (småort) binnen de Zweedse gemeente Luleå. Het dorp ligt 3 kilometer ten noordwesten van Luleå.
Voor de Zweedse statistieken is het dorp in tweeën gedeeld:
- Björsbyn Västra delen: oppervlakte 13 hectare met een bevolking van 104 koppen;
- Björsbyn Östra delen: oppervlakte 5 hectare met inmiddels een bevolking van minder dan 100, zodat het niet meer aan de omschrijving van småort voldoet.

Bestuurscentrum: Luleå (Tätort)
Tätort: Alvik · Antnäs · Bälinge · Bensbyn · Bergnäset · Brändön · Ersnäs · Gammelstad · Jämtön · Kallax · Karlsvik · Klöverträsk · Måttsund · Persön · Råneå · Rutvik · Södra Sunderbyn
Småort: Ale · Ängesbyn · Avan · Björknäs en Harrviken · Björsbyn · Böle · Börjelslandet · Brännan · Bränslan · Fällträsk · Gäddvik · Hagaviken · Midbyn · Mörön · Niemisel · Norra Gäddvik · Örarna · Reveln · Smedsbyn · Södra Prästholm · Sundom · Vitå
Overig: Alhamn · Skäret · Niemiholm